# 鎌田薫
鎌田 薫（かまた かおる、1948年（昭和23年）1月18日 - ）は、日本の法学者。学校法人早稲田大学総長（第16代）、早稲田大学名誉教授、法科大学院協会理事長。令和の元号を選択する諮問会議にも呼ばれたことでも知られている。
篠塚昭次門下。同門には、内田勝一・浦川道太郎がいる。静岡県生まれ。

## 学説
「不動産物権変動と登記」、「金融担保法」、「倒産実体法」、「知的財産権の流通･流動化」、「民事立法学」を研究テーマに掲げている。

## 略歴

### 学歴
- 1966年（昭和41年）- 東京教育大学附属駒場高等学校（現：筑波大学附属駒場高等学校）卒業
- 1970年（昭和45年）- 早稲田大学法学部卒業
- 1972年（昭和47年）- 早稲田大学大学院法学研究科修士課程修了
- 1976年（昭和51年）- 早稲田大学大学院法学研究科博士課程単位取得後退学

### 職歴
- 1973年（昭和48年）- 早稲田大学法学部助手
- 1976年（昭和51年）- 早稲田大学法学部専任講師
- 1978年（昭和53年）
  - 早稲田大学法学部助教授
  - フランス・パリ第2大学客員研究員
- 1983年（昭和58年）- 早稲田大学法学部教授
- 1990年（平成2年）- 早稲田大学法学部教務主任（学生担当）
- 2001年（平成13年）- フランス・パリ大学区・パリ第1大学（パンテオン・ソルボンヌ大学）、第2大学交換研究員
- 2004年（平成16年）
  - 早稲田大学大学院法務研究科教授
  - 2004年 弁護士登録（東京弁護士会）（ - 2021年（令和3年））
- 2005年（平成17年）- 早稲田大学大学院法務研究科長
- 2009年（平成21年）- 早稲田大学法学学術院教授
- 2010年（平成22年）- 早稲田大学総長（第16代）
- 2018年
  - 3月 - 早稲田大学法学学術院教授を定年退職、早稲田大学名誉教授
  - 11月5日 - 早稲田大学総長を退任
- 2021年4月 - 国立公文書館館長

#### 学外における役職
- 1978年10月 - 経済産業省 産業構造審議会 臨時委員
- 1989年10月 - 産業構造審議会臨時委員（ - 2013年（平成25年））
- 1991年 - 司法試験第2次試験考査委員（ - 2000年（平成12年））
- 1993年 - 法制審議会幹事・部会委員・臨時委員（民法部会、倒産法部会、担保・執行法制部会、不動産登記法部会長、動産・債権担保法制部会長、人名用漢字部会長、民法成年年齢部会長ほか）（ - 2009年（平成21年））
- 1995年11月 - 中央薬事審議会委員（ - 2001年（平成13年））
- 2003年5月 - 最高裁判所 司法修習委員会委員
- 2003年7月 - 厚生労働省 医道審議会 臨時委員
- 2004年4月 - 森･濱田松本法律事務所 客員弁護士（東京弁護士会所属）（ - 2018年（平成30年））
- 2004年4月 - JICAカンボジア「法制度整備プロジェクト」民法作業部会委員（ - 2013年（平成25年））
- 2005年4月 - 東京都 収用委員会委員、会長代理（ - 2011年（平成23年））
- 2005年6月 - 文部科学省 中央教育審議会 大学分科会法科大学院特別委員会 専門委員
- 2005年7月 - 国土交通省 土地鑑定委員会 委員長
- 2007年3月 - 中央教育審議会大学分科会法科大学院特別委員会専門委員
- 2009年11月 - 法務省 法制審議会民法（債権関係）部会 部会長
- 2011年2月 - 文部科学省 科学技術・学術審議会委員
- 2011年4月 - 法科大学院協会理事長
- 2011年4月 - 原子力被害賠償紛争審査会委員
- 2011年7月 - 産学協働人財育成円卓会議共同座長代理
- 2012年4月 - 大学設置・学校法人審議会特別委員
- 2013年1月 - 教育再生実行会議 委員（座長）
- 2013年2月 - 科学技術･学術審議会 委員
- 2015年3月 - 宇宙政策委員会 宇宙産業・科学技術基盤部会宇宙法制小委員会 委員長
- 2015年5月 - 原子力委員会 原子力損害賠償制度専門部会 部会長代理
- 2016年6月 - 原子力損害賠償審査会会長（能見善久の退任に伴い、新会長として就任）
- 2016年6月 - 一般社団法人日本私立大学連盟会長[1]
- 2018年11月 - 公益財団法人日弁連法務研究財団 理事長
- 2019年3月 - 一般社団法人大学スポーツ協会会長[2]
- 2020年7月 - 法務省 法務・検察行政刷新会議 座長[3]

## 著書
- 『分析と展開・民法II（債権）[第5版]』（弘文堂、2005年）- 山田卓生、野村豊弘、円谷峻、新美育文、岡孝、池田真朗）との共著
- 『ロースクールを考える－21世紀の法曹養成と法学教育』（成文堂、2002年）- 角紀代恵、新美育文、高窪利一、鈴木重勝との共著
- 『民法ノート物権法(1)〔第3版〕』（日本評論社、2007年、初版：1992年）
- 『民法II－物権 [第3版]』（有斐閣、2006年、初版：1987年）- 淡路剛久、原田純孝、生熊長幸との共著
- 『岩波講座・現代の法13消費生活と法』（岩波書店、1997年）
- 『法学講義民法2物権』（悠々社、2005年）- 奥田昌道との共編著
- 『立法学講義』（商事法務、2006年）- 大森政輔との共編著
- 『法学講義民法3担保物権』（悠々社、2006年）- 奥田昌道との共編著
- 『災害に強い社会をつくるために－科学の役割・大学の使命』（早稲田大学出版部、2012年）編著
- 『重要論点実務民法〈債権関係〉改正』（商事法務、2019年）- 内田貴、青山大樹、末廣裕亮、村上祐亮、篠原孝典との共著
- 『民法Ⅰ 総則･物権法』（勁草書房、2021年）- 我妻榮、有泉亨、川井健との共著

## 論文
- 「シンポジウム動産･債権譲渡公示制度の整備に向けて」金融法研究21号（2005年）
- 「不動産法セミナー(1)～(34)」（共著）ジュリスト1289-1371号（2005年 - 2009年）
- 「『二重譲渡』の法的構成」『民法の争点』（2007年）
- 「法曹養成制度改革の現状と課題」司法研修所論集117号（2008年）
- 「物権変動論とその法構造」（共著）『現代民法学と実務（上）』（2008年）
- 「民法（債権法）改正検討委員会の審議を終えて」（共著）NBL903号（2009年）
- 「当然対抗制度と民法理論」日本工業所有権法学会年報35号（2012年）
- 「民法がつなげる実務と理論－中間試案の特徴と審議の内容を踏まえて」（共著）NBL1000号（2013年）
- 「Higher Education in the Age of Globalization: Japan and France」（共著）Japanese Journal of European Studies, vol.2, 2014

## 受賞学術賞
- 小野梓記念学術賞（1973年、国内）
- 第20回神戸賞・奨励賞（1997年、国内）

## 称号
- カンボジア王国友好勲章オフィシエ（2009年）
- 韓国高麗大学校名誉法学博士（2012年）[4]
- 中国北京大学名誉博士（2013年）
- フランス共和国レジオンドヌール勲章シュヴァリエ（2016年）[5][6]

## 所属学会
- 日本私法学会（理事、2003年-2005年、国内）
- 日本土地法学会（理事、1981年-、国内）
- 金融法学会（理事、1996年-、国内）
- 日仏法学会（理事、1999年-、国内）
- 日本比較法学会（国内）
- 日本法社会学会
- 日本工業所有権法学会（国内）
- （社）日本都市計画学会（理事、1992年-1996年、国内）
- 日本公証法学会（国内）

## 早慶合同ゼミ
早稲田大学法学部の鎌田ゼミでは慶應義塾大学法学部の池田真朗研究会と1986年から2013年まで毎年、合同ゼミを行っていた。